# Максимов Олександр Павлович
Максимов Олександр Павлович (нар. 22. 08. 1919, с. Пиногор, нині Івановська область, РФ — пом. 26. 08. 2008, Дніпропетровськ, нині Дніпро) — гірничий інженер-шахтобудівельник. Доктор технічних наук (1965), професор (1966). Засновник української наукової школи з шахтного будівництва.
Коло наукових інтересів: природа гірничого тиску, засоби кріплення і охорони гірничих виробок.

## З творчої біографії
Закінчив Московський гірничий інститут (1943).
Працював 1944—2003 у Дніпропетровському гірничому інституті.
Розробив ряд конструкцій кріплень, які впроваджені на шахтах Донбасу.

## Творчий доробок
- Горнотехнические здания и сооружения. Москва, 1954;
- Промышленные и гражданские здания горных предприятий. Москва, 1959;
- Выдавливание горных пород и устойчивость подземных выработок. Москва, 1963;
- Тампонаж горных пород. Москва, 1978 (співавт.);
- К определению жесткости податливых крепей подготовительных выработок // УУ. 1985. № 5 (співавт.);
- Влияние качества забутовки на несущую способность металлической арочной крепи // Шахт. строительство. 1987. № 3 (співавт.).